# Pyszkowo (gmina)
Pyszkowo (od 1973 Boniewo) – dawna gmina wiejska istniejąca do 1954 roku w woj. warszawskim, pomorskim i bydgoskim. Przed wojną siedzibą władz gminy było Pyszkowo, a po wojnie Boniewo. 
Gmina powstała w okresie Księstwa Warszawskiego, stopniowo była powiększana poprzez przyłączenie do niej mniejszych gmin. 
W okresie międzywojennym gmina Pyszkowo należała do powiatu włocławskiego w woj. warszawskim. 1 kwietnia 1938 roku gminę wraz z całym powiatem włocławskim przeniesiono do woj. pomorskiego.
Po wojnie gmina weszła w skład terytorialnie zmienionego woj. pomorskiego, przemianowanego 6 lipca 1950 roku na woj. bydgoskie. 1 lipca 1952 roku do gminy Pyszkowo przyłączono część gminy Chodecz (gromadę Witoldowo). Według stanu z 1 lipca 1952 roku gmina była podzielona na 27 gromad.
Gmina została zniesiona 29 września 1954 roku wraz z reformą wprowadzającą gromady w miejsce gmin. Jednostki nie przywrócono 1 stycznia 1973 roku po reaktywowaniu gmin, utworzono natomiast jej terytorialny odpowiednik gminę Boniewo (fragmenty dawnej gminy Pyszkowo weszły także w skład gminy Chodecz oraz w skład gminy Choceń).